# Harvey Murray Glatman
Harvey Murray Glatman (* 10. Dezember 1927 in New York City; † 18. September 1959 in San Quentin) alias „The Lonely-Hearts Killer“ war ein US-amerikanischer Serienmörder, der für die Tötung von drei Frauen zum Tode verurteilt und hingerichtet wurde.

## Leben
Harvey Glatman war der Sohn von Ophelia Gold und Albert Glatman. Er wurde im New Yorker Stadtbezirk Bronx geboren und wuchs in Denver auf. Als Jugendlicher verbrachte er wegen Entführung und sexuellem Missbrauch sowie mehrerer Einbrüche und Diebstähle fast zehn Jahre im Gefängnis. Während der Haft von 1946 bis 1948 wurde bei ihm vom Gefängnispsychiater eine Schizophrenie diagnostiziert. 1948 wurde er auf Bewährung entlassen. 
1957 zog er nach Los Angeles und begann damit, per Zeitungsinserat nach Frauen zu suchen, die er dann vergewaltigen und töten konnte. Dabei gab er sich als professioneller Fotograf von Nacktmagazinen aus, der nach begabten Anfänger-Models suche, die er gut bezahlen wolle.
Am 1. August 1957 traf Glatman sich mit der 19-jährigen Judy Arm Dull in seiner Wohnung, machte zwei Fotos von ihr, ehe er sie mit vorgehaltener Waffe zweimal vergewaltigte. Danach fesselte und knebelte er sie, fotografierte sie dabei mehrmals und fuhr mit ihr in ein Wüstengebiet nördlich von Indio, wo er sie erdrosselte und verscharrte. Am 8. März 1958 traf er sich mit der 24-jährigen Shirley Bridgeford und fuhr mit ihr in ein Wüstengebiet bei San Diego, wo er sie fesselte, fotografierte und nach mehrmaliger Vergewaltigung erdrosselte. Die Leiche bedeckte er nur notdürftig mit Gestrüpp. Am 23. Juli 1958 verabredete er sich mit der 23-jährigen Ruth Mercado in seiner Wohnung, wo er sie fesselte und mehrfach vergewaltigte. Danach fuhr er mit ihr wieder in das Wüstengebiet bei San Diego, wo er mit ihr bis zum nächsten Tag blieb und sich dabei noch mehrmals an ihr verging, ehe er sie am Abend tötete. Am 27. Oktober 1958 holte er die 27-jährige Lorraine Vigil ab, fuhr mit ihr auf eine verlassene Straße bei Santa Ana und versuchte, sie mit vorgehaltener Waffe zu fesseln. Vigil setzte sich aber zur Wehr. Darauf schoss Glatman ihr in den Oberschenkel, verlor danach jedoch die Waffe. Vigil sprang aus dem Wagen. Ein zufällig vorbeikommender Streifenpolizist sah die verletzte Frau und verhaftete Glatman.
Nach einem dreitägigen Prozess wurde Glatman zum Tode verurteilt und am 18. September 1959 in der Gaskammer des San Quentin State Prison hingerichtet. Sein Kommentar zum Todesurteil: It's better this way (dt. Es ist besser so).